# The Jungle Princess
The Jungle Princess é um filme estadunidense de 1936, do gênero aventura, dirigido por Wilhelm Thiele e estrelado por Dorothy Lamour e Ray Milland. Produção despretensiosa, entretenimento agradável e enorme sucesso, este é o filme que lançou Dorothy (antes ela fizera apenas dois curtas e aparecera sem receber créditos em Footlight Parade e College Holiday), já usando o sarongue com o qual sempre foi associada e que reapareceria em diversas outras ocasiões, inclusive na série Road to..., que ela protagonizou com Bing Crosby e Bob Hope.
O filme também concedeu o estrelato a Milland, há três anos atuando em papéis menores na Paramount, estúdio onde ficaria por outros doze (assim como a própria Dorothy). Além disso, tornou popular a canção Moonlight and Shadows, composta por Friedrich Hollaender e Leo Robin.

## Sinopse
Grupo de caçadores, inclusive Christopher Powell e sua noiva Ava, está na Malásia para capturar animais selvagens. Christopher fere a perna e é deixado para morrer, mas é resgatado por Ulah, bela jovem criada na selva. Ela o leva para sua caverna, onde vive com um chimpanzé e um tigre. Lá, ela trata dele e ele lhe ensina inglês. Apaixonada, ela o segue de volta ao acampamento, onde tem de enfrentar o ciúme de Ava e a animosidade dos nativos, que não a aceitam, nem a seus bichinhos de estimação.

## Elenco
| Ator/Atriz     | Personagem           |
| -------------- | -------------------- |
| Dorothy Lamour | Ulah                 |
| Ray Milland    | Christopher Powell   |
| Akim Tamiroff  | Karen Neg            |
| Lynne Overman  | Frank                |
| Molly Lamont   | Ava                  |
| Mala           | Melan                |
| Hugh Buckler   | Coronel Neville Lane |